# Västra Älgtjärnen
Västra Älgtjärnen är en sjö i Åre kommun i Jämtland och ingår i Indalsälvens huvudavrinningsområde.